# Monaster św. Cyryla Nowojezierskiego
Monaster św. Cyryla Nowojezierskiego – nieczynny prawosławny męski klasztor na wyspie Ogniennyj na jeziorze Nowym (obwód wołogodzki). Funkcjonował między XVI wiekiem a trzecią dekadą wieku XX; następnie jego zabudowania zostały zaadaptowane na więzienie.
Nazwa monasteru odnosi się do jego twórcy, święto patronalne wspólnoty wypadało w święto Zmartwychwstania Pańskiego.

## Historia
Monaster Zmartwychwstania Pańskiego został założony w 1517 przez Cyryla, mnicha z monasteru Korneliusza Komelskiego. Pierwsi mnisi żyli w drewnianej chacie, a w 1518 wznieśli dwie cerkwie: Zmartwychwstania Pańskiego i ikony Matki Bożej „Hodegetria”. Według prawosławnej tradycji miejsce, w którym miała zbierać się wspólnota, Cyryl ujrzał podczas objawienia maryjnego. Z czasem wokół założyciela gromadziła się coraz większa liczba mnichów. Rosła również zamożność wspólnoty, która jeszcze za życia Cyryla (zm. 1523) pozyskał na własność ziemię i chłopów.
W 1605 monaster został zniszczony przez pożar. Odbudowa drewnianej cerkwi Ikony Matki Bożej „Hodegetria” trwała do 1644, zaś jej poświęcenie miało miejsce pięć lat później. W latach 1649–1652 bojar Boris Morozow ufundował w kompleksie monasterskim kamienny sobór Zmartwychwstania Pańskiego, w której wystawiono dla kultu relikwie Cyryla Nowojezierskiego, uznanego za świętego. W 1685 carewna Zofia ufundowała cerkiew Smoleńskiej Ikony Matki Bożej z refektarzem. Do końca stulecia zbudowano również nadbramną cerkiew św. św. Piotra i Pawła oraz cerkiew św. św. Zachariasza i Elżbiety połączoną z budynkiem mieszkalnym dla mnichów. Całość otoczona była murem obronnym z basztami w narożnikach.
Podobnie jak inne monastery na północy państwa moskiewskiego, monaster św. Cyryla Nowojezierskiego był wspierany finansowo przez książąt moskiewskich, a następnie carów. Równocześnie wszystkie północne klasztory były zobowiązane utrzymywać pułki strzeleckie oraz brać udział w finansowaniu wojska i wykupu jeńców z niewoli. Szczególnie hojne dary przekazali wspólnocie Iwan IV Groźny i Piotr I Wielki. Dzięki wsparciu rządzących monaster stał się jednym z najważniejszych ośrodków gospodarczych i kulturalnych w regionie. Sytuacja materialna klasztoru znacznie pogorszyła się w końcu XVII i w XVIII w. Rozbudowa w poprzednim stuleciu okazała się zbyt kosztowna dla monasteru, który podupadł. W 1764 podczas sekularyzacji majątków monasterskich, gdy klasztory prawosławne w Rosji przeszły na utrzymanie państwowe, został zaliczony do ostatniej, III klasy. W 1793 w monasterze żyło tylko dziesięciu mnichów. W ostatniej dekadzie XVIII w. klasztor ponownie zaczął się jednak rozwijać dzięki działalności jego przełożonego, archimandryty Teofana (Sokołowa). W 1795 monaster otrzymał od Katarzyny II złoty pokrowiec na rakę z relikwiami Cyryla Nowojezierskiego, zaś Paweł I podarował wspólnocie 1000 rubli, naczynia liturgiczne, srebrny krzyż, szaty liturgiczne i Ewangeliarz. Dary klasztorowi przekazywali również kupcy moskiewscy Afanasij Dołgow i Siemien Wasiljew, z funduszy których powstał ikonostas w soborze Zmartwychwstania Pańskiego. Do 1838 liczba mnichów w klasztorze wzrosła do osiemdziesięciu.
W 1906 pożar  poważnie uszkodził klasztor, szczególnie ucierpiał sobór, dzwonnica, refektarz oraz cerkiew św. św. Zachariasza i Elżbiety. Prace przy odbudowie zniszczonych obiektów trwały pięć lat; w przededniu rewolucji październikowej czynne były trzy cerkwie.
W latach 20. XX wieku monaster został zamknięty, rozgrabiony i zaadaptowany na więzienie. Początkowo byli w nim więzieni mnisi i duchowni prawosławni z Biełoziorska. Następnie w zabudowaniach klasztornych rozmieszczono więzienie dla osób szczególnie niebezpiecznych, które nadal funkcjonuje.